# Offset (handel zagraniczny)
Offset – rodzaj transakcji zawieranej między państwami, w sytuacji gdy jeden z partnerów oczekuje kompensacji za wydatki poniesione na zakupy za granicą. W przypadku Polski podstawę prawną kontraktu stanowi umowa offsetowa zawierana między dostawcą zagranicznym a Skarbem Państwa. Uzyskanie offsetu wiąże się niejednokrotnie z przepływem technologii.
W polskim porządku prawnym offset został uregulowany po raz pierwszy w ustawie z dnia 10 września 1999 r. o niektórych umowach kompensacyjnych zawieranych w związku z umowami dostaw na potrzeby obronności i bezpieczeństwa państwa, która weszła w życie 23 października 1999 r. Następnie została ona uchylona przez ustawę z dnia 26 czerwca 2014 r. o niektórych umowach zawieranych w związku z realizacją zamówień o podstawowym znaczeniu dla bezpieczeństwa państwa, która weszła w życie 30 lipca 2014 r. i stanowi obowiązujące prawo. Definiuje ona offset jako "kooperację między Skarbem Państwa i offsetobiorcą a zagranicznym dostawcą konieczną do utrzymania lub ustanowienia na terytorium Rzeczypospolitej Polskiej potencjału w zakresie zdolności produkcyjnych, serwisowych i obsługowo-naprawczych, a także innych, niezbędnych z punktu widzenia ochrony podstawowych interesów bezpieczeństwa państwa, polegającą w szczególności na przekazaniu technologii, know-how wraz z przeniesieniem autorskich praw majątkowych lub korzystania z utworu na podstawie udzielonej licencji w celu zapewnienia wymaganej przez Skarb Państwa niezależności od zagranicznego dostawcy".
W zachodniej praktyce offset rozumiany jest nieco odmiennie – w zamian za zakup określonego systemu broni, sprzedający może – o ile jest to możliwe – przekazać kupującemu część technologii danej broni lub jednego z jej podsystemów, bądź też dokonać u kupującego nie związanych przedmiotowo z główną transakcją zakupów dóbr lub usług, celem finansowej kompensacji zakupu. Na tej zasadzie, w zamian za zakup przez Włochy samolotów F-16, Stany Zjednoczone dokonały zakupu we Włoszech pistoletów firmy Beretta. Offset nie jest zwykle preferowany przez producentów sprzętu wojskowego – znacznie korzystniejsze zarówno dla sprzedającego jak i dla kupującego, jest zwykle partnerstwo przemysłowe, w którym państwo deklarujące zakup określonego sprzętu wojskowego wchodzi z potencjalnym sprzedającym w formę konsorcjum opracowującego nowy rodzaj broni, ponosząc część kosztów i ryzyka związanego z programem rozwojowym, uczestnicząc w zamian w jego produkcji i czerpiąc znacznie większe zyski ze sprzedaży produktu państwom trzecim.